# Джессіка Лукас
Дже́ссіка Лу́кас (англ. Jessica Lucas) — канадська акторка та співачка. На телебаченні відома ролями Бекки Лоуренс у серіалі «Еджмонт», Рілі Річмонд у серіалі «Район Мелроуз», Скай Ярров у серіалі «Культ» та Тебіти Галлаван у серіалі «Готем». У кіно відома ролями Кейт Танні у фільмі «Угода з дияволом», Лілі Форд у фільмі «Монстро» та Олівії у фільмі «Зловісні мерці».

## Біографія
Народилася 29 вересня 1985 року у Ванкувері, Британська Колумбія, Канада. Її мати — біла, а батько — чорний канадець. Почала займатися акторським мистецтвом у семирічному віці. Навчалася у Дитячій мистецькій театральній школі Торонто (Children's Arts Theatre School in Toronto). Почала свою кар'єру на театральній сцені, взявши участь у таких постановках як: «Білосніжка і семеро гномів», «Бріолі», «Попелюшка», «Мишоловка» та «Музика Медлі».

## Кар'єра
2001 року почала виконувати періодичну роль Бекки Лоуренс у підлітковій телевізійній драмі «Еджмонд», після чого ввійшла до головного акторського складу цього ж серіалу (транслювався до 2005 року). 2002 року з'явилася у канадському телесеріалі «2030 CE», а 2004 року знялася в одному з епізодів серіалу «Секс в іншому місті», де зіграла роль Роксани. У 2004—2005 роках виконувала роль Сью Міллер у підлітковій драмі «Перехідний вік», а 2006 року з'явилася у двох фільмах — «Вона — хлопець» та «Угода з дияволом» .
2007 року ввійшла до акторського складу телесеріалу «CSI: Місце злочину», де зіграла періодичну роль Ронні Лейк. 2008 року з'явилася у чотирьох епізодах телесеріалу «90210: Нове покоління», де виконала роль Кімберлі Макінтир. Цього ж року також зіграла головну роль Лілі у фільмі «Монстро». 2009 року стало відомо, що Джессіка виконуватиме роль Рілі Річмонд у телесеріалі «Район Мелроуз», сиквелі однойменного серіалу 1990 — х.
Входила до головного акторського складу ситкому «Секс по дружбі», який транслювався влітку 2011 року. Цього ж року зіграла роль Гейлі у фільмі «Дім великої матусі 3. Який батько, такий син», де одночасно продемонструвала свої вокальні дані та акторську майстерність.
2012 року з'явилася у серіалі «Культ», а 2013 року — у фільмі «Зловісні мерці». 2014 року зіграла роль Аріадни у фільмі «Помпеї». З 2015 року по сьогоднішній день входить до акторського складу телесеріалу «Готем», де грає роль Тибети Голлаван / Тигриці.

## Особисте життя
Станом на 27 квітня 2017 року, оголошені заручини Лукас з Алексом Джермасеком, з яким вона зустрічалася протягом майже 4 років.
Її зріст — 1,68 м.

## Фільмографія

### Кіно
| Рік  | Назва                                        | Оригінальна назва                 | Роль           |
| ---- | -------------------------------------------- | --------------------------------- | -------------- |
| 2006 | Вона — чоловік                               | She's the Man                     | Івонн          |
| 2006 | Угода з дияволом                             | The Covenant                      | Кейт Тенні     |
| 2008 | Монстро                                      | Cloverfield                       | Лілі Форд      |
| 2008 | Розвага                                      | Amusement                         | Ліза Свон      |
| 2011 | Дім великої матусі 3: Який батько, такий син | Big Mommas: Like Father, Like Son | Гейлі Робінсон |
| 2013 | Зловісні мерці                               | Evil Dead                         | Олівія         |
| 2014 | Ця незручна мить                             | That Awkward Moment               | Вера           |
| 2014 | Помпеї                                       | Pompeii                           | Аріадна        |

### Телебачення
| Рік       | Назва                           | Оригінальна назва                   | Роль               | Примітки                                                             |
| --------- | ------------------------------- | ----------------------------------- | ------------------ | -------------------------------------------------------------------- |
| 2000      | Сім днів                        | Seven Days                          | Ріта               | Епізод: «The Backstepper's Apprentice»                               |
| 2001      | Геловінтаун II: Помста Калабара | Halloweentown II: Kalabar's Revenge | Вампірка           | Телефільм                                                            |
| 2001–2005 | Еджмонт                         | Edgemont                            | Бекка Лоуренс      | Періодична роль (сезони 2–3); головна роль (сезони 4–5); 40 епізодів |
| 2001      | Фабрика мрій                    | The Sausage Factory                 | Гейлі              | Епізод: «Dances with Squirrels»                                      |
| 2002–2003 | 2030 CE                         | 2030 CE                             | Джеккі Каан        | Головна роль; 26 епізоді                                             |
| 2002      |                                 | Damaged Care                        | Таша Піно          | Телефільм                                                            |
| 2003      | Ромео!                          | Romeo!                              | Джессіка           | Епізод: «Slam Dunk»                                                  |
| 2004      | Секс в іншому місті             | The L Word                          | Роксен             | Епізод: «Losing It»                                                  |
| 2004–2005 | Перехідний вік                  | Life as We Know It                  | Сью Міллер         | Головна роль; 13 епізодів                                            |
| 2007      | CSI: Місце злочину              | CSI: Crime Scene Investigation      | Ронні Лейк         | 4 епізодів                                                           |
| 2008      | 90210: Нове покоління           | 90210                               | Кімберлі Макінтайр | 4 episodes                                                           |
| 2009–2010 | Район Мелроуз                   | Melrose Place                       | Рілі Річмонд       | Головна роль; 18 епізодів                                            |
| 2011      | Секс по дружбі                  | Friends with Benefits               | Рілі Елліот        | Головна роль; 13 епізод                                              |
| 2011      | Ясновидець                      | Psych                               | Лілі Дженкінс      | Епізод: «Last Night Gus»                                             |
| 2013      | Культ                           | Cult                                | Скай Ярров         | Головна роль; 13 епізодів                                            |
| 2014      | Грейспойнт                      | Gracepoint                          | Рені Клемонс       | Головна роль; 9 епізодів                                             |
| 2015–2019 | Готем                           | Gotham                              | Табіта Галаван     | Головна роль (сезон 2–5)                                             |
| 2019      | Вбивства                        | The Murders                         | Кейт Джеймсон      | Головна роль                                                         |
| 2021–2023 | Ординатор                       | The Resident                        | Біллі Саттон       | Головна роль (сезон 4–6)                                             |